# Tacuba
Tacuba è un comune del dipartimento di Ahuachapán, in El Salvador.